# Rhogeessa hussoni
Rhogeessa hussoni — вид родини лиликових.

## Середовище проживання
Поширення: Бразилія, Суринам. Комахоїдний, полює на комах у повітрі. 

## Загрози та охорона
Цей вид дуже погано відомий. Напевно, йому загрожує втрата місця існування.